# Tom’s Hardware
Tom’s Hardware — веб-сайт, многоязычное и широко известное интернет-издание, посвящённое компьютерным технологиям, компьютерной технике, комплектующим и, в меньшей мере, программному обеспечению. Сайт Tom’s Hardware был основан в 1996 году доктором Томасом Пабстом (англ. Dr. Thomas Pabst). С июля 2018 года Tom’s Hardware принадлежит компании Future plc.
Публикует статьи, новости, сравнения цен, видео и обзоры компьютерного аппаратного обеспечения и высоких технологий. Сайт охватывает следующие изделия: центральные процессоры, графические процессоры и видеокарты, материнские платы, оперативная память, дисплеи и другие системы отображения информации, компьютерная память, компьютерная периферия, фото- и видеотехника, ноутбуки, компьютерные сети, технологии в компьютерных играх, обзоры программ. Также сайт иногда публикует обзоры бенчмарков, новых программно-аппаратных технологий, инновационных концепций и технологий в ИТ-индустрии. Tom’s Hardware имеет форум, блог и службу RSS. Уникальным аспектом Tom’s Hardware является секция «Собери сам» (англ. Build your Own), где пользователи могут научиться собирать свои собственные компьютеры из компонентов. Tom’s Hardware рассчитан на аудиторию технических энтузиастов, высокообразованных покупателей, обычных потребителей, влиятельных оптовых закупщиков, аналитиков и лиц, принимающих решения. Tom’s Hardware издаётся в следующих странах: США, Великобритания, Франция, Германия, Швеция, Венгрия, Италия, Польша, Китай, Тайвань и Турция.

## История
Основан в апреле 1996 года Томасом Пабстом (англ. Dr. Thomas Pabst). В октябре того же года сайт привлёк первых рекламодателей, известно, что к середине 1997 года компания American Megatrends платила сайту $10 тыс. месяц, в сентябре рекламным партнером сайта стала корпорация IBM. Аудитория сайта к январю 1997 года достигла 1 млн посещений в месяц, к августу 1998 года — 10 млн посещений в месяц, к июню 2000 года — 20 млн посещений в месяц.
В 2007 году сайт приобретён издателем Bestofmedia, который провёл перемаркировку: TwitchGuru переименовывается в Tom’s Games, а Gear Digest — в Tom’s Guide, вскоре запускает сайт Uberscore.com.
В конце июня 2008 года Tom’s Hardware опубликовал аналитическую статью, в которой путём тестирований и наблюдений было доказано, что новейшие твердотельные накопители (SSD) в среднем потребляют больше электроэнергии, чем стандартные винчестеры, что идёт вразрез с заявлениями ведущих разработчиков SSD о чрезвычайно высокой энергоэффективности последних по сравнению с традиционными накопителями. Публикация данной статьи привела к скандалу и бурной реакции как со стороны пользователей и потенциальных покупателей, так и со стороны производителей SSD. В итоге Tom’s Hardware выпустил вторую статью, посвящённую исследованию энергоэффективности SSD, в которой хоть и не высказывался так критически, однако всё равно заметил, что некоторые модели SSD при определённых условиях потребляют больше электроэнергии, чем классические винчестеры.
В июле 2013 года компания TechMedia Network, Inc. приобрела Bestofmedia Group, сменившая своё название на Purch Group, inc. в 2014 году.
В 2018 году Purch Group, inc. продала все свои потребительские бренды компании Future plc, включая Tom's Hardware, оставив только B2B платформу business.com.

## Связанные публикации
Tom's Hardware принадлежит Purch, дочерней компании Future plc, которая также издает ряд других публикаций. В области технологий к ним относятся Tom's Guide (ранее Gear Digest), Laptop Mag и AnandTech, а также научные сайты, такие как LiveScience и Space.com.
В марте 2018 года немецкое отделение должно было быть закрыто из-за новых законов о данных / конфиденциальности, но продолжало существовать как независимый сайт (tomshw.de) с эксклюзивной лицензией на локальное использование торговой марки.
В июле 2019 года лицензия была возвращена. После этого немецкий генеральный директор и главный редактор gotIT! Tech Media GmbH запустила новый сайт Igor´sLAB и собственный канал на Youtube.